# Relazioni bilaterali tra Armenia e Israele
Le relazioni bilaterali tra Armenia e Israele sono le relazioni diplomatiche tra Armenia e Israele. Dal 1993 al 2007, l'Armenia è stata servita dall'Ambasciata di Israele in Georgia. Nel 1996, Tsolak Momjian è stato nominato console onorario dell'Armenia a Gerusalemme. Undici anni dopo, la residenza dell'Ambasciata d'Israele in Armenia è stata trasferita a Gerusalemme. Nell'ottobre 2010, Shmuel Meirom è stato nominato ambasciatore israeliano in Armenia. Armen Melkonian è stato nominato ambasciatore armeno in Israele nel 2012, con residenza al Cairo. Nell'ottobre dello stesso anno, Melkonian ha presentato le sue credenziali al presidente israeliano Shimon Peres. Il 21 settembre 2019 l'Armenia ha annunciato che avrebbe aperto un'ambasciata in Israele. Nonostante i legami generalmente cordiali tra i due, le relazioni si sono inasprite dopo che l'Armenia ha ritirato il suo ambasciatore in Israele a causa della fornitura di armi israeliane al nemico dell'Armenia, l'Azerbaigian, nella seconda guerra del Nagorno Karabakh.

## Relazioni diplomatiche
Israele e Armenia hanno intrattenuto relazioni diplomatiche dall'indipendenza di quest'ultima dall'Unione Sovietica nel 1991. La missione diplomatica armena in Israele si è svolta in Georgia dal 1993 al 2007, sebbene Tsolak Momjian sia stato nominato console onorario dell'Armenia a Gerusalemme nel 1996.
Ci sono state diverse visite di alto livello in Israele da parte di armeni. L'ex presidente armeno Robert Kocharyan si è recato in Israele e ha incontrato alti funzionari israeliani, tra cui l'ex primo ministro israeliano Ehud Barak, nel gennaio 2000. Entrambi i paesi si sono impegnati a rafforzare le relazioni e hanno firmato accordi sulla sanità e sugli investimenti bilaterali. Nel 2003, il Catholicos di tutti gli armeni Karekin II ha visitato il rabbino capo ashkenazita di Israele Yona Metzger. Metzger ha accettato l'invito di Karekin a visitare l'Armenia nel 2005 e il suo viaggio includeva una visita al Tsitsernakaberd (il Memoriale del genocidio a Yerevan). Al memoriale, ha riconosciuto formalmente il genocidio armeno. Nel 2014 Shmuel Meirom (ambasciatore di Israele in Armenia, con residenza a Gerusalemme) ha detto che Israele è disposto ad abolire presto tutti i visti con l'Armenia, a cominciare dai titolari di passaporti diplomatici.
Il riscaldamento delle relazioni tra i due si è deteriorato nel settembre 2020. In risposta al continuo sostegno militare israeliano all'Azerbaigian nella guerra nell'Artsakh del 2020, l'Armenia ha richiamato il suo ambasciatore in Israele. Il presidente della Repubblica Artsakh, Arayik Harutyunyan, ha accusato Israele di complicità nel "genocidio".
| Data          | Posizione   | Nota |
| ------------- | ----------- | --- |
| Dicembre 1994 | Israele     | Visita del ministro armeno degli Affari esteri Vahan Papazian. |
| Febbraio 1995 | Israele     | Visita del presidente Robert Kocharyan dell'Armenia. |
| Ottobre 1998  | Israele     | Visita del ministro armeno degli Affari esteri Vardan Oskanian. |
| Gennaio 2000  | Gerusalemme | Il presidente armeno Robert Kocharyan incontra il primo ministro israeliano Ehud Barak, il presidente Ezer Weizman, il presidente della Knesset Avraham Burg, il ministro degli interni Natan Sharansky e il sindaco di Gerusalemme Ehud Olmert. |
| Novembre 2005 | Yerevan     | Il rabbino capo di Israele, Yona Metzger, visita l'Armenia e dichiara che la comunità ebraica israeliana riconosce il genocidio armeno. |
| Agosto 2011   | Yerevan     | Diplomatici israeliani (guidati dal funzionario del ministero degli Esteri Pinchas Avivi) e diplomatici armeni (guidati dal vice ministro degli Esteri Arman Kirakosian) si incontrano per discutere le relazioni tra i loro paesi.              |
| Aprile 2012   | Yerevan     | Il ministro dell'agricoltura israeliano Orit Noked incontra il primo ministro armeno Tigran Sargsyan e il ministro dell'agricoltura Sergo Karapetian.                                                                                            |
| Luglio 2013   | Yerevan     | Il presidente armeno Serzh Sargsyan incontra Yair Auron, uno storico israeliano specializzato in studi sul genocidio. |

## Relazioni economiche e turismo
Dall'indipendenza, l'Armenia ha ricevuto il sostegno di Israele ed è uno dei suoi partner commerciali. Armenia Air opera due volte alla settimana voli per Israele.

## Armeni in Israele

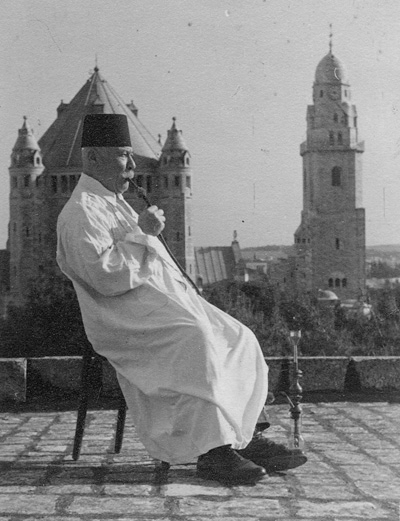
Sacerdote armeno in Israele

La comunità armena vive nel Levante da circa 2000 anni. Secondo Yoav Loeff (lettore di lingua e storia armena presso l'Università ebraica di Gerusalemme), la presenza armena a Gerusalemme risale al 301 d.C. grazie al Patriarcato armeno di Gerusalemme (che risale all'età apostolica). Tigrane II, sotto il quale l'Armenia raggiunse la sua massima estensione, deportò migliaia di ebrei in Armenia nel I secolo a.C. Israele ospita il quartiere armeno della Città Vecchia di Gerusalemme. Il Patriarcato armeno di Gerusalemme è stato fondato nel 638 e si trova nel quartiere armeno, il più piccolo dei quattro quartieri della Città Vecchia di Gerusalemme. Secondo uno studio del 2006, ci vivono 790 armeni. Una delle prime menzioni di armeni ed ebrei si trova nel libro del 1723 Viaggi attraverso l'Europa, l'Asia e le parti dell'Africa del viaggiatore francese Aubry de La Motraye, in cui descrive che gli armeni e gli ebrei sono "più onesti dei greci nell'Impero ottomano.
Circa 25.000 armeni vivevano nel Mandato britannico della Palestina, ma la maggior parte fuggì dall'area a causa delle violenze che ne seguirono con la guerra del 1948. Dopo l'istituzione dello stato di Israele, la maggior parte della restante comunità armena adottò la cittadinanza israeliana e si stabilì nel quartiere armeno della città vecchia.
Israele ha sostenuto l'Azerbaigian con armi e munizioni durante la prima guerra del Nagorno Karabakh contro l'Armenia all'inizio degli anni '90 per ragioni geopolitiche; e per la minaccia percepita della Repubblica islamica dell'Iran. Secondo il Journal of Turkish Weekly, le relazioni tra Israele e Armenia si sono deteriorate a causa del conflitto; la colpa è anche in parte attribuita agli ebrei dell'Azerbaigian, che hanno fatto circolare teorie del complotto nella società armena.
Nel 2009–2011, il Jerusalem Post ha iferito di incidenti in cui gli studenti di Haredi Yeshiva hanno sputato contro i cristiani armeni. La polizia del distretto di Gerusalemme ha risposto: "Tutte le denunce di aggressione reciproca sono trattate con la massima severità [...] più di un caso si è concluso con l'accusa e l'espulsione del clero coinvolto nell'aggressione. Al contrario della situazione di circa tre anni fa, la frequenza degli sputi è diminuita drasticamente".
Il Patriarcato armeno di Gerusalemme (un patriarcato cristiano indipendente e autonomo risalente all'età apostolica) Nourhan Manougian ha detto nel 2013: "Se Israele riconosce il genocidio armeno, non sarà la fine del mondo". Ha inoltre affermato che gli armeni a Gerusalemme venivano trattati come cittadini di terza classe.

## Cultura

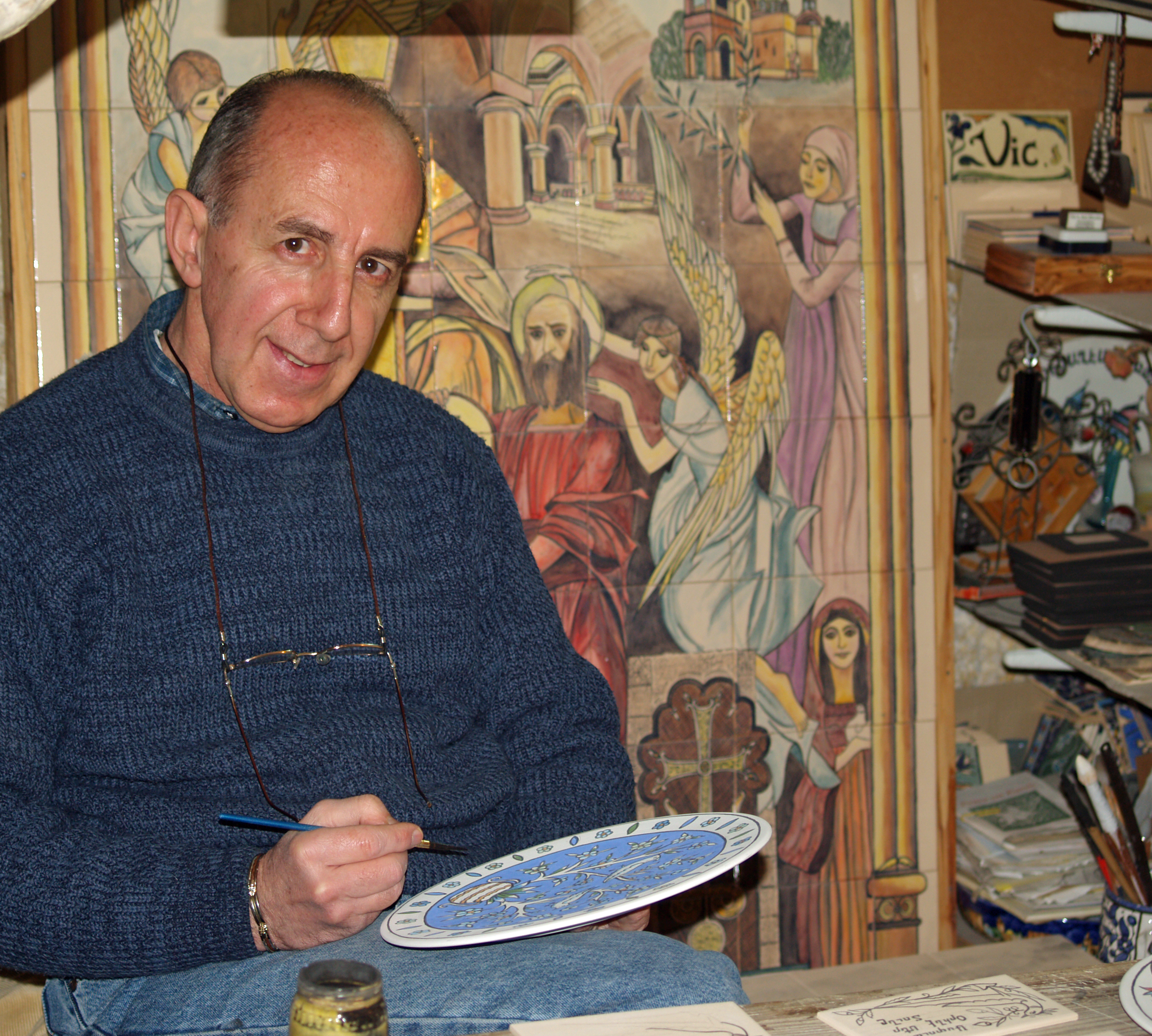
Ceramista armeno a Gerusalemme

Gli armeno-israeliani sono armeni di etnia con cittadinanza israeliana. Tremila armeni vivono in Israele, di cui 1.000 nel quartiere armeno di Gerusalemme. Circa mille armeno-israeliani hanno la cittadinanza israeliana, principalmente a Gerusalemme, Tel Aviv e Haifa. L'Istituto di studi africani e asiatici dell'Università ebraica ha istituito un programma di studi sull'armeno specializzato nello studio della lingua, letteratura, storia e cultura armena e del genocidio armeno.

## Quartiere armeno nella Città Vecchia
Secondo la Jewish Virtual Library, "il quartiere armeno è ben conservato. Il Convento di San Giacomo è un complesso di diverse chiese con spazi aperti e giardini ricoperti da una varietà di vegetazione. L'edificio adiacente del Patriarcato è una struttura imponente composta dalla residenza del Patriarca, dalla sala del trono in rilievo d'oro e da diversi uffici. Dietro il suo cancello principale, il convento contiene un alloggio sacerdotale, una biblioteca, un museo, una tipografia, scuole elementari e superiori e residenze, circoli giovanili e sociali e rifugi residenziali per poveri e dipendenti del Patriarcato. Attualmente il Seminario Teologico si trova all'esterno del convento di fronte al cancello principale."
Parte del patrimonio artistico di Gerusalemme è stato influenzato dalle ceramiche armene e dalla pittura su piastrelle.

## Comunità ebraica in Armenia

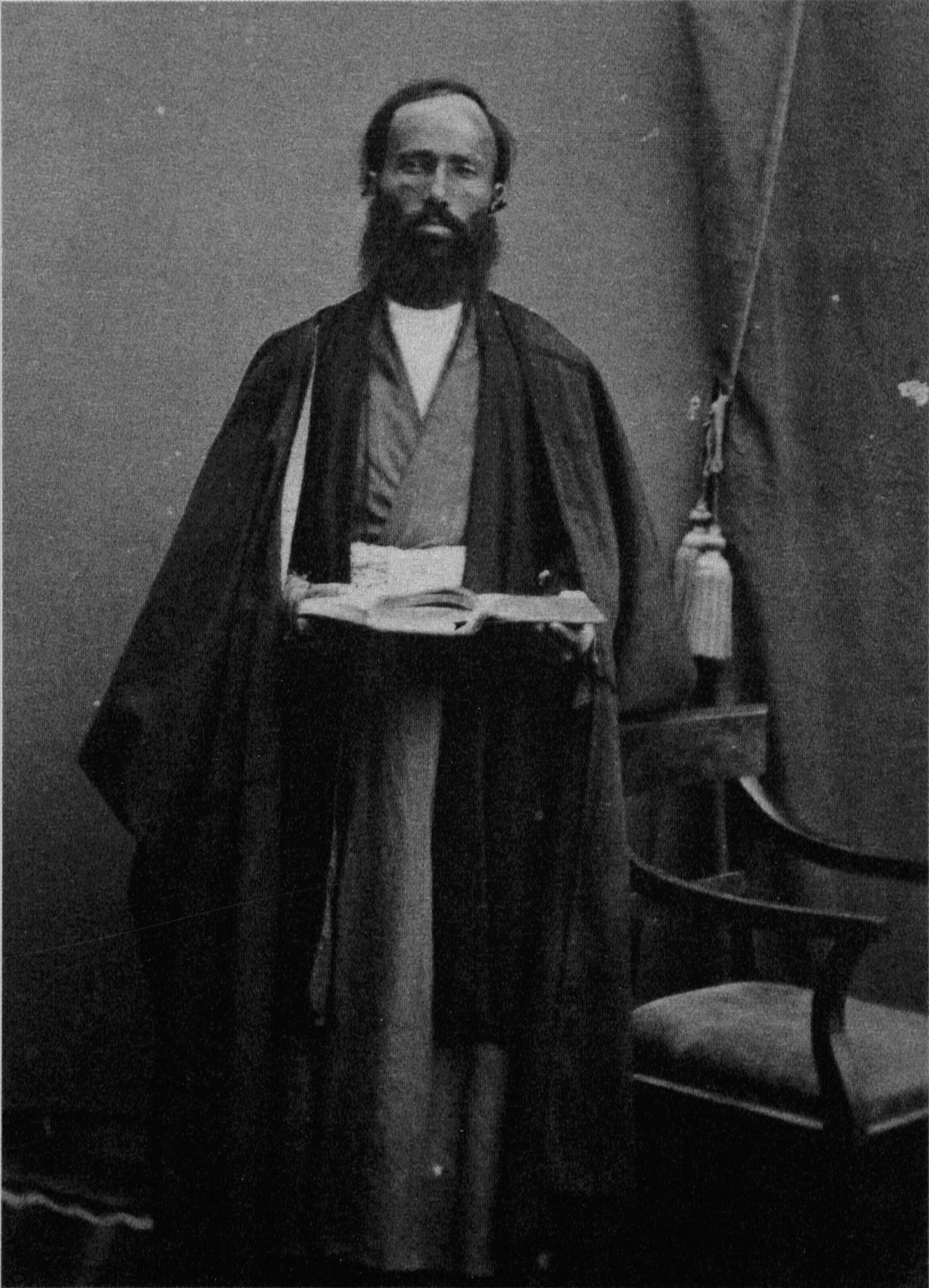
Un ebreo in Armenia, intorno al 1900

Prima della scoperta nel 1996 di un cimitero ebraico medievale, si credeva che non ci fosse presenza ebraica in Armenia prima dei tempi moderni. Un gruppo di storici e archeologi armeni e israeliani ha scavato il sito del cimitero e ha trovato altre 64 tombe. È stato stabilito che la comunità ebraica in Armenia risaliva almeno al XIII secolo. Il vescovo Mkrtchyan, che per primo ha scoperto il cimitero, ha detto: "In un momento in cui non puoi immaginare che un paese [...] in Europa o ha contribuito a creare o non ha distrutto un insediamento ebraico [...], È fantastico come hanno potuto raccogliere il simbolismo culturale e architettonico degli armeni ebrei [...], ed essi erano collegati e hanno costruito uno dei regni più forti durante [il] periodo [dei] mongoli."
Gli storici hanno ipotizzato che i primi ebrei arrivarono in Armenia poco dopo la distruzione del primo tempio a Gerusalemme. Hanno vissuto (e vivono) in modo relativamente pacifico con i cristiani armeni, con incidenti antisemiti che sono una rarità. Molti immigrati in Israele dopo l'istituzione dello stato di Israele nel 1948 e secondo le stime del 2002 gli ebrei etnici in Armenia sono meno di 1.000.
Una comunità ebraica russificata di 800 persone rimane ufficialmente in Armenia, principalmente a Yerevan, oltre ai Subbotniki che vivono vicino a Sevan. Rimma Varzhapetian-Feller, capo della comunità ebraica dell'Armenia, ha detto che si è sempre sentita orgogliosa dell'Armenia quando ha incontrato altri ebrei provenienti da altre parti dell'ex Unione Sovietica: "Dichiariamo sempre ovunque che non c'è mai stato antisemitismo in Armenia, che l'Armenia è un buon posto in cui vivere per gli ebrei e, cosa più importante, che l'Armenia è un paese abbastanza stabile dal punto di vista politico e sociale". I primi casi di antisemitismo in Armenia si sono verificati nel settembre 2004 quando, per la prima volta nella storia dell'Armenia, il Memoriale congiunto delle tragedie a Yerevan è stato profanato.
Il 23 ottobre 2004, il capo del Dipartimento armeno per le questioni relative alle minoranze etniche e religiose Hranoush Kharatyan ha accusato i leader israeliani di promuovere l'intolleranza verso i non ebrei in risposta a un incidente in cui uno studente della yeshiva ha sputato contro l'arcivescovo di Gerusalemme Nourhan Manougian durante una processione religiosa nella città. Lo studente alla fine si è scusato con l'arcivescovo. Durante la sua visita del 2012 in Armenia, il ministro israeliano dell'agricoltura Orit Noked ha detto: "Siamo simili gli uni agli altri con la nostra storia, il carattere, con il nostro piccolo numero di popolazione e con le comunità all'estero".

## Posizione sul genocidio armeno

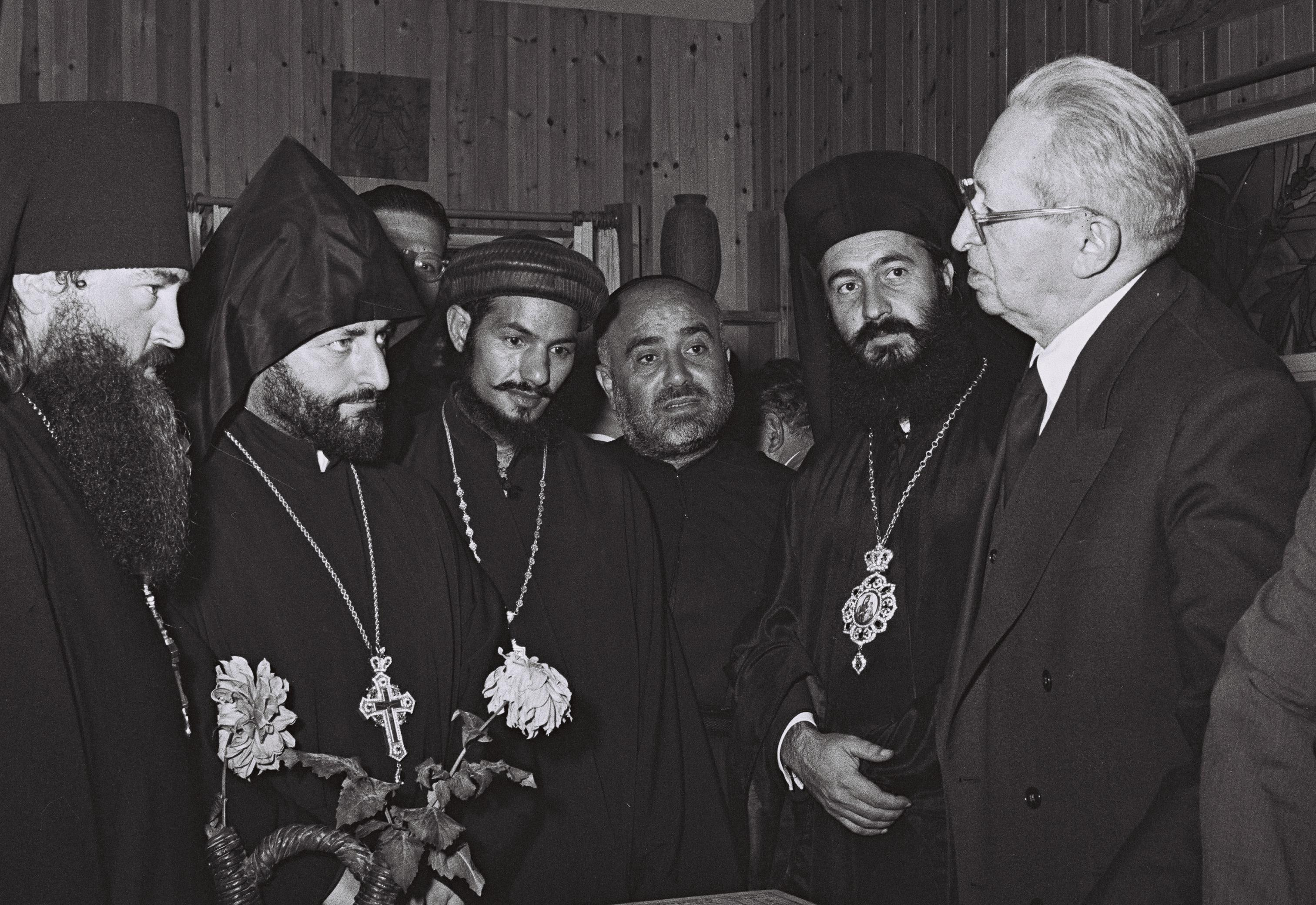
Il presidente Yitzhak Ben-Zvi con i leader delle Chiese israeliana greca e russa ortodossa, armena, copta e maronita nel 1958.

Israele non riconosce ufficialmente il genocidio armeno. Il riconoscimento del genocidio è diventato oggetto di dibattito in Israele negli anni successivi all'indipendenza dell'Armenia dall'Unione Sovietica nel 1991. La Turchia ha avvertito che etichettare gli eventi come genocidio da parte di Israele o degli Stati Uniti avrebbe danneggiato le sue relazioni con Israele. Nell'ottobre 2008, la Knesset ha votato per la convocazione di una commissione parlamentare sul genocidio armeno su sollecitazione del presidente delMeretz Haim Oron, che ha portato alle riunioni delle commissioni per gli affari esteri e la difesa. Il governo della Turchia ha continuato a fare pressioni per impedire che il riconoscimento andasse oltre. Secondo il Jerusalem Post, "molti israeliani sono ansiosi che il loro paese riconosca il genocidio". Durante l'estate del 2011, la Knesset ha tenuto la sua prima discussione sulla questione. Con un voto unanime di 20-0, il parlamento israeliano ha approvato una sessione pubblica sulla questione da parte del Comitato Istruzione, Cultura e Sport su richiesta del membro della Knesset Meretz Zahava Gal-On; si è fermato prima dell'approvazione di un disegno di legge presentato da Gilad Erdan, un ministro del governo israeliano e stretto alleato del primo ministro Benjamin Netanyahu, per ragioni politiche. Il presidente della Knesset Reuven Rivlin, uno dei sostenitori del disegno di legge, ha dichiarato: "È mio dovere come ebreo e israeliano riconoscere le tragedie di altri popoli". Rivlin ha detto a un comitato d'azione armeno con sede in Israele che intende introdurre una sessione parlamentare annuale per celebrare il genocidio armeno.
La comunità armena di Gerusalemme ritiene che la negazione del genocidio sia dovuta al timore di mettere a repentaglio le relazioni diplomatiche con la Turchia. Yair Auron, uno storico israeliano, studioso ed esperto specializzato in studi sull'Olocausto e sul genocidio, ha affermato che Israele è preoccupato di danneggiare le sue attuali relazioni commerciali con la Turchia e vuole mantenere l'unicità dell'Olocausto.
Nel 2001, l'allora ministro degli Esteri di Israele, Shimon Peres ha definito il genocidio armeno "privo di significato". In risposta, Israel Charny, direttore esecutivo dell'Istituto sull'olocausto e del genocidio a Gerusalemme, ha scritto: "Sembra che a causa dei tuoi desideri di promuovere relazioni molto importanti con la Turchia, tu sia stato preparato ad aggirare il tema del genocidio armeno nel 1915-1920 [...], può essere che nella tua ampia prospettiva dei bisogni dello stato di Israele, sia tuo obbligo aggirare e desistere dal sollevare l'argomento con la Turchia."
Nel 2008, Yosef Shagal, un ex parlamentare israeliano di origine azera di Yisrael Beiteinu, ha dichiarato in un'intervista a un'agenzia di stampa azera: "Trovo che sia profondamente offensivo, e persino blasfemo, paragonare l'Olocausto degli ebrei europei durante la seconda guerra mondiale con lo sterminio di massa del popolo armeno durante la prima guerra mondiale. Gli ebrei furono uccisi perché erano ebrei [...], [Con gli armeni] il quadro è principalmente diverso: cercando di stabilire l'indipendenza statale e nazionale, gli armeni turchi si schierarono con l'Impero russo, che era in guerra con la Turchia ".